# Kardzhali Point
Der Kardzhali Point (englisch; bulgarisch нос Кърджали nos Kardschali) ist eine felsige Landspitze an der Nordwestküste der Livingston-Insel im Archipel der Südlichen Shetlandinseln. In der Svishtov Cove bildet sie die südliche Begrenzung der Einfahrt zur Ograzhden Cove und liegt 0,68 km südlich des Essex Point, 1,23 km ostnordöstlich des Isbul Point sowie 1,98 km ostnordöstlich des Start Point.
Britische Wissenschaftler kartierten sie 1968, spanische 1992 und bulgarische 2005 sowie 2009. Die bulgarische Kommission für Antarktische Geographische Namen benannte sie 2009 nach der Stadt Kardschali im Süden Bulgariens.